# 黒田長経
黒田 長経（くろだ ながつね）は、江戸時代中期の筑前国福岡藩の世嗣。

## 略歴
寛保2年6月9日（1742年7月10日）、6代藩主・黒田継高の四男として福岡城三の丸の新宅にて誕生。母は側室の三隅氏。幼名は平八。
お七夜に父・継高より平八と命名される。宝暦3年（1753年）8月21日、元服して長経と名乗る。宝暦9年（1759年）2月には福岡城二の丸に完成した居室に継高が訪れている。このように世子の控えの立場にあり、兄・重政とも重政帰国の際に公式の対面を行っている。宝暦12年（1762年）に重政が早世したため、継高によって黒田家の世子に指名され、老中・松平武元に相続願の打診が行われ内諾を得る。宝暦13年（1763年）に初参勤、10代将軍・家治に拝謁し、黒田家世子として認められる予定であった。しかし手続きが完了する前に国許で浮腫にかかって出府できなくなり、回復することなく8月26日亡くなった。
追諡して霊覚院卓然紹立と称された。長経の死をもって継高の男子は全ていなくなり、黒田家は養子による相続を行わねばならなくなった。当初、継高は外孫の池田長泰（のちの相良長寛）を後継者として考えていたが、幕府の意向により一橋徳川家より養子を迎えることとなる。これが治之である。治之の正室として重政の娘が婚約し、女系を通しての黒田家の血統の保存が図られたが、婚姻することなく娘が早世、初代藩主・長政以来の黒田本家の血統は途絶えることとなった。